# Liste öffentlicher Kneipp-Anlagen im Ortenaukreis
In der Liste öffentlicher Kneipp-Anlagen im Ortenaukreis sind öffentliche Kneipp-Anlagen für Orte, die zum Ortenaukreis in Baden-Württemberg gehören, aufgeführt. Sie ist primär nach Orten sortiert, unabhängig davon, ob es sich um Ortsteile, Gemeinden oder Städte handelt. Kneipp-Anlagen können laut Kneipp-Bund in Form von Wassertretanlagen oder Armbecken vorliegen und unterliegen grundsätzlich nicht der Trinkwasserverordnung. Kneipp-Anlagen werden häufig künstlich angelegt. Daneben gibt es in den natürlichen Verlauf von Fließgewässern eingebettete Wassertretstellen. Kneippen ist eine Behandlungsmethode der Hydrotherapie, die auf der Grundlage von Sebastian Kneipp angewendet wird. Hierbei wird in kaltem Wasser auf der Stelle geschritten. In Armbecken werden die Arme bis zur Mitte der Oberarme ins kalte Wasser getaucht. Die Liste erhebt keinen Anspruch auf Vollständigkeit.

## Kneipp-Anlagen im Ortenaukreis
Derzeit sind im Ortenaukreis 59 öffentliche Kneipp-Anlagen erfasst (Stand: 8. Juni 2021):
| Bild | Ort                                        | Beschreibung | ↴ Zufluss / ↳ Abfluss   | Standort                                |
| ---- | ------------------------------------------ | --- | ----------------------- | --------------------------------------- |
|      | Achern                                     | Wassertretstelle im Stadtgarten Achern                                                                                 | ↴↳ Acherner Mühlbach    | ⊙ Im Stadtgarten                        |
|      | Bad Griesbach im Schwarzwald               | Wassertretstelle bei Bad Griesbach im Schwarzwald                                                                      |                         | ⊙ Am Ackerköpfle                        |
|      | Bad Griesbach im Schwarzwald               | Wassertretstelle bei Bad Griesbach im Schwarzwald                                                                      |                         | ⊙ Kniebisstraße                         |
|      | Bad Peterstal                              | Kneipp-Anlage an der Rench in Bad Peterstal                                                                            | ↴↳ Rench                | ⊙ an der Rench                          |
|      | Bad Peterstal                              | Kneipp-Anlage bei Bad Peterstal, Gewann In der Höll                                                                    |                         | ⊙ Rumpelstilzchenpfad                   |
|      | Bad Peterstal                              | Wassertretstelle bei Bad Peterstal                                                                                     |                         | ⊙ Wendelsberg                           |
|      | Berghaupten                                | Wassertretstelle bei Berghaupten                                                                                       |                         | ⊙ Bottenbacher-Wand-Weg                 |
|      | Berghaupten                                | Wassertretstelle Naherholungsanlage Klingenhalde                                                                       |                         | ⊙ Naherholungsanlage Klingenhalde       |
|      | Diersburg                                  | Kneipp-Anlage Hohberg-Diersburg                                                                                        |                         | ⊙ Talstraße                             |
|      | Durbach-Stürzelbach                        | Kneipp-Anlage Durbach-Stürzelbach                                                                                      | ↴↳ Stürzelbach          | ⊙ Halbgütle                             |
|      | Fischerbach                                | Kneipp-Anlage bei Fischerbach                                                                                          |                         | ⊙ Eschbach                              |
|      | Fischerbach-Vordertal                      | Kneipp-Anlage Fischerbach-Vordertal                                                                                    | ↴↳ Fischerbach          | ⊙                                       |
|      | Gengenbach                                 | Wassertretstelle Vogelsang                                                                                             |                         | ⊙ Vogelsang                             |
|      | Gengenbach                                 | Wassertretstelle Steingräble                                                                                           | ↴↳ Steingräble          | ⊙ Philosophenweg                        |
|      | Gengenbach-Fußbach                         | Wassertretstelle bei der Waldkapelle Gengenbach-Fußbach                                                                |                         | ⊙ Bildtannweg, Brückenweg               |
|      | Gengenbach-Reichenbach                     | Wassertretstelle Oberer Buchrainweg                                                                                    |                         | ⊙ Oberer Buchrainweg                    |
|      | Gengenbach-Schwaibach                      | Wassertretstelle Gengenbach-Schwaibach                                                                                 |                         | ⊙                                       |
|      | Gengenbach-Strohbach                       | Wassertretstelle Gengenbach-Strohbach                                                                                  |                         | ⊙ Strohhof                              |
|      | Haslach im Kinzigtal                       | Kneipp-Anlage Haslach im Kinzigtal                                                                                     |                         | ⊙                                       |
|      | Kappelrodeck-Bernhardshöfe                 | Kneipp-Anlage Kappelrodeck-Bernhardshöfe                                                                               |                         | ⊙                                       |
|      | Kappelrodeck-Heidenhöfe                    | Kneipp-Anlage Kappelrodeck-Heidenhöfe                                                                                  |                         | ⊙                                       |
|      | Lautenbach                                 | Kneipp-Anlage Lautenbach                                                                                               |                         | ⊙                                       |
|      | Lautenbach-Braunberg                       | Kneipp-Anlage Lautenbach-Braunberg                                                                                     |                         | ⊙                                       |
|      | Nordrach                                   | Wassertretstelle am Schanzbächle                                                                                       | ↴↳ Schanzbächle         | ⊙ Schanzbachstraße                      |
|      | Nordrach-Kolonie                           | Wassertretstelle Nordrach-Kolonie                                                                                      |                         | ⊙ Schönwald                             |
|      | Oberharmersbach                            | Wassertretstelle am Jedensbach                                                                                         | ↴↳ Jedensbach           | ⊙ Katzensteinweg                        |
|      | Oberharmersbach                            | Wassertretstelle Oberharmersbach                                                                                       |                         | ⊙ Riersbach                             |
|      | Oberkirch                                  | Kneipp-Anlage Oberkirch                                                                                                |                         | ⊙                                       |
|      | Oberkirch-Ödsbach                          | Kneipp-Anlage Oberkirch-Ödsbach                                                                                        |                         | ⊙                                       |
|      | Oberwolfach                                | Kneipp-Anlage Oberwolfach                                                                                              | ↴↳ Frohnbach            | ⊙                                       |
|      | Oberwolfach                                | Kneipp-Anlage bei Oberwolfach                                                                                          |                         | ⊙ Rankach                               |
|      | Ohlsbach                                   | Wassertretstelle im Weißenbachpark                                                                                     |                         | ⊙ Weißenbach-Park                       |
|      | Ohlsbach                                   | Kneipp-Anlage Ohlsbach bei der Mineralbrunnenanlage mit Fußtauchbecken, Armbäder, Wassertretstelle und Inhalieranlage. |                         | ⊙ Mineralbrunnenanlage, Alte Landstraße |
|      | Oppenau                                    | Kneipp-Anlage bei Oppenau                                                                                              |                         | ⊙                                       |
|      | Oppenau                                    | Kneipp-Anlage bei Oppenau                                                                                              | ↴↳ Lierbach             | ⊙                                       |
|      | Ottenhöfen-Unterwasser                     | Kneipp-Anlage Ottenhöfen-Unterwasser                                                                                   |                         | ⊙                                       |
|      | Biberach-Prinzbach                         | Kneipp-Anlage Biberach-Prinzbach                                                                                       |                         | ⊙ Kirchberg                             |
|      | Offenburg-Rammersweier                     | Kneipp-Anlage Offenburg-Rammersweier                                                                                   | ↴↳ Donaubächle          | ⊙ Wolfspfad                             |
|      | Lahr-Reichenbach                           | Kneipp-Anlage bei Lahr-Reichenbach bei einem Barfußpfad.                                                               |                         | ⊙                                       |
|      | Sasbachwalden                              | Kneipp-Anlage Sasbachwalden                                                                                            |                         | ⊙                                       |
|      | Sasbachwalden                              | Kneipp-Anlage bei Sasbachwalden                                                                                        |                         | ⊙                                       |
|      | Sasbachwalden-Brandmatt                    | Kneipp-Anlage Sasbachwalden-Brandmatt                                                                                  |                         | ⊙                                       |
|      | Seebach                                    | Kneipp-Anlage Seebach                                                                                                  |                         | ⊙ Knappenhöfe                           |
|      | Seebach                                    | Kneipp-Anlage Seebach                                                                                                  |                         | ⊙ Ruhesteinstraße                       |
|      | Seelbach                                   | Kneipp-Anlage Seelbach                                                                                                 |                         | ⊙                                       |
|      | Steinach                                   | Kneipp-Anlage Steinach                                                                                                 |                         | ⊙ Tannenwaldweg                         |
|      | Wolfach                                    | Wassertretstelle Wolfach am Minigolfplatz.                                                                             |                         | ⊙ Kinzigstraße 5                        |
|      | Wolfach                                    | Wassertretstelle Wolfach                                                                                               | ↴ Eckerlesbrunnen       | ⊙ Panoramaweg                           |
|      | Wolfach-Eckenhöfe                          | Wassertretstelle Wolfach-Eckenhöfe                                                                                     |                         | ⊙                                       |
|      | Zell am Harmersbach                        | Wassertretstelle bei Zell am Harmersbach, "Alter Wald"                                                                 |                         | ⊙ Alter Wald                            |
|      | Zell am Harmersbach-Neuhausen              | Wassertretstelle bei Zell am Harmersbach. Eine von mehreren Kneipp-Anlagen an einem Kneipp-Panoramaweg.                |                         | ⊙ Panorama-Kneippweg                    |
|      | Zell am Harmersbach-Neuhausen              | Wassertretstelle bei Zell am Harmersbach-Neuhausen. Eine von mehreren Kneipp-Anlagen an einem Kneipp-Panoramaweg.      |                         | ⊙ Panorama-Kneippweg                    |
|      | Zell am Harmersbach                        | Wassertretstelle bei Zell am Harmersbach, "Am Rebberg". Eine von mehreren Kneipp-Anlagen an einem Kneipp-Panoramaweg.  |                         | ⊙ Am Rebberg                            |
|      | Zell am Harmersbach-Hinterhambach          | Wassertretstelle bei Zell am Harmersbach-Hinterhambach                                                                 | ↴↳ Schottenhöfer Bächle | ⊙ Bachwegle                             |
|      | Zell am Harmersbach-Unterentersbach        | Wassertretstelle an der Naherholungsanlage Gehrmatt                                                                    |                         | ⊙ Helmen                                |
|      | Zell am Harmersbach-Unterharmersbach       | Wassertretstelle an der Walderholungsanlage Herrenholz (unterhalb Egelwaldsee)                                         |                         | ⊙ Egelwaldweg                           |
|      | Zell am Harmersbach-Oberentersbach-Obertal | Wassertretstelle bei Zell am Harmersbach-Oberentersbach-Obertal                                                        | ↴↳ Talbach              | ⊙ Obertal                               |